# Omar Pouso
Omar Pouso, vollständiger Name Omar Heber Pouso Osores, (* 28. Februar 1980 in Montevideo) ist ein ehemaliger uruguayischer Fußballspieler.

## Karriere

### Vereine
Der 1,83 Meter große Mittelfeldakteur Pouso stand zu Beginn seiner Karriere mindestens von der Apertura 1999 bis einschließlich der Apertura 2005 im Kader des uruguayischen Erstligisten Danubio. 2004 wurde er dort als Mannschaftskapitän Uruguayischer Meister in der Primera División. Von der Clausura 2006 bis in die Apertura 2006 spielte er für den Club Atlético Peñarol und lief je nach Quellenlage in vier (kein Tor) oder 15 Begegnungen (ein Tor) auf. Sodann wird in der Saison 2006/07 ein torloser Einsatz gegen Portsmouth im September 2006 beim englischen Verein Charlton Athletic geführt. Dem Verein hatte er sich Ende August 2006 im Rahmen einer Ausleihe angeschlossen. Das Engagement Pousos endete jedoch bereits im Februar 2007. Anschließend absolvierte er in der Clausura 2007 erneut zwölf oder 14 Spiele für Peñarol. Seine nächste Karrierestation war der Club Libertad in Paraguay, bei dem er ab der paraguayischen Clausura jenes Jahres im Kader stand. Mit dem Verein aus Asunción gewann er in den Jahren 2007, 2008, 2009 und 2010 jeweils die Landesmeisterschaft. Von der Apertura 2008 bis einschließlich der Clausura 2011 werden dort 104 Ligaspiele mit zehn Toren sowie 21 bestrittene Partien (ein Tor) in der Copa Libertadores und zwei Begegnungen (kein Tor) der Copa Sudamericana für ihn geführt. Sodann wechselte er im Februar 2012 nach Argentinien zu Gimnasia y Esgrima La Plata. Dort stand er in der Saison 2011/12 in 15 (kein Tor) und 2012/13 in 27 Partien (ein Tor) der Primera División auf dem Platz und bestritt eine Partie der Copa Argentina. In der Spielzeit 2013/14 kam er in 25 Spielen (ein Tor) sowie einer nationalen Pokalpartie (kein Tor) zum Zug. Am 19. Juni 2014 verlängerte der von Hernán Berman beratene Pouso seinen Vertrag bei den Argentiniern um weitere zweieinhalb Jahre bis zum 31. Dezember 2016. Seither folgten bislang (Stand: 3. März 2017) 22 weitere Erstligaeinsätze (kein Tor). Zudem wirkte er in zwei Begegnungen (kein Tor) der Copa Sudamericana 2014 mit.

### Nationalmannschaft
In der uruguayischen U23-Auswahl kam Pouso beim „Torneo Preolímpico“ in Brasilien im Jahr 2000 in fünf Länderspielen (kein Tor) zum Einsatz. Pouso war auch Mitglied der A-Nationalmannschaft Uruguays, für die er von seinem Debüt am 7. Juli 2004 bis zu seinem letzten Einsatz am 7. Februar 2007 15 Länderspiele absolvierte. Dabei weist sein Torekonto einen Länderspieltreffer auf. Während seiner Zeit als aktiver Nationalspieler nahm er mit der Celeste an der Copa América 2004 teil und belegte dort mit der Mannschaft den dritten Platz.

### Erfolge
Danubio
- Uruguayischer Meister: 2004

Libertad
- Paraguayischer Meister: 2007, 2008 Apertura und Clausura, 2010 Clausura